# Старатељи деце без родитељске пратње
Старатељи деце без родитељске пратње су особе које се брину о најбољем интересу детета, обезбеђују да дете учествује у доношењу одлука које су за њега важне, обезбеђују правну подршку и заступање, брину о безбедности детета, повезују дете са пружаоцима различитих услуга и друго. Старатељ може бити свако ко има лична својства и способности потребне за обављање ове дужности. Он не мора поседовати формално образовање из области социјалне заштите, нити мора бити радник центра за социјални рад. О томе да ли особа може обављати посао старатеља, одлуку доноси центар за социјални рад.

## Контекст
Република Србија се налази на транзитној рути мешовитих миграција. Овом рутом, која до земаља западне Европе води преко Турске, Грчке и Србије, од избегличке кризе 2015. године до данас прошло је више од 1,5 милиона избеглица и миграната. Међу њима је између 8% и 28% жена и девојчица, а између једне четвртине и трећине је деце (од тога 10% до 50% деце без пратње и деце раздвојене од родитеља или старатеља).  
Пораст броја деце без пратње у избегличкој популацији представљао је изазов за Републику Србију, пре свега за систем социјалне заштите. Отежавајућа околност у пружању ефективне заштите је што се ова деца најчешће кратко задржавају у Србији и што се претежно крећу кријумчарским мрежама.
Сва деца из избегличке популације подложна су негативним последицама миграција, али у неповољнијем положају су посебно осетљиве групе деце, међу којима су деца без пратње родитеља, старатеља или одговорне одрасле особе. Стога, у складу са Конвенцијом о правима детета, обавеза државе јесте да овој деци обезбеди најбољу могућу подршку током проласка или боравка у Србији. Према Конвенцији о правима детета, „дете које је привремено или стално лишено породичне средине или коме, у његовом најбољем интересу, не може бити допуштено да у таквој средини остане, имаће право на посебну заштиту и помоћ државе.”
Основни механизам којим се осигурава поштовање права деце без пратње јесте постављање компетентног старатеља. Орган надлежан за послове старатељства у Републици Србији је центар за социјални рад (ЦСР). Иако међународно право не дефинише јасно старатељство, Конвенција о правима детета истиче да је основна одговорност старатеља брига о његовом одгајању и развоју, односно ”поштовање најбољег интереса детета”. Све већи број међународних смерница покушава да што прецизније дефинише карактеристике и улогу старатеља, али и њихов положај у систему дечије заштите.

## Старатељска заштита деце избеглица у Републици Србији
У Републици Србији старатељство функционише у оквиру система социјалне заштите, те је старатељство над свом децом, па и децом избеглицама, поверено центрима за социјални рад. Сва деца из избегличке популације која се затекну на територији Србије имају права на подједнак третман као и сва остала деца. Дакле, центар за социјални рад ”дужан је да свако дете стави под старатељство без дискриминације”. У складу са тим, деци без пратње родитеља, старатеља или одговорне одрасле особе, центар за социјални рад одређује старатеља.
Старатељску заштиту може добити дете које нема живе родитеље, чији су родитељи непознати или је непознато њихово боравиште, дете чији су родитељи лишени родитељског права или који нису стекли пословну способност, али и родитељи који су лишени права на чување и подизање, тј. васпитавање детета и који се не старају о детету или то чине на неодговарајући начин. Такође, детету се може доделити старатељ и када му је „услед породичних и других животних околности угрожено здравље, безбедност и развој, а нарочито ако је жртва трговине људима и ако је страни држављанин или апатрид без пратње”.

### Облици старатељства у Републици Србији
У зависности од ситуације и контекста у којем се дете налази, старатељство може бити стално или привремено. Породични закон налаже да центар за социјални рад деци избеглицама може поставити само привременог старатеља. Дужности привременог старатеља су ограничене, али уз одлуку центра за социјални рад, оне могу бити проширене и практично обухватати надлежности које има и трајни старатељ.

## Улога старатеља
У националном законодавству Републике Србије, дужности старатеља су широко дефинисане. Поред дужности које налаже Породични закон (старање о штићенику, заступање, прибављање средстава за издржавање штићеника, заступање штићеника и управљање и располагање имовином штићеника), старатељ је дужан и да редовно посећује дете и да се брине о његовом васпитању и образовању.
Старатељи своје дужности обављају с истом пажњом, без обзира да ли је дете само у транзиту кроз Србију или је изразило намеру да у Србији остане. Деца без пратње из избегличке популације углавном само пролазе кроз Србију и време ретко проводе у установама за смештај. У том контексту, старатељи могу да остваре своју основну улогу и допринесу да деца док бораве у Србији буду збринута. Основна улога старатеља је да дете информише о правима које има, али и да омогући ефективан приступ тим правима, пре свега праву на азил. Старатељи су дужни и да се брину о безбедности детета, те да у највећој могућој мери дете буде заштићено од злостављања и занемаривања. Уколико дете има потребу за здравственом заштитом, посао старатеља је да му пружи подршку у лечењу. Не мање значајна улога старатеља је да деци избеглицама, која са собом носе трауме, пруже подршку у решавању свакодневних изазова и комплекснијих животних проблема, уколико им се дете поводом тих проблема обрати.
Уколико дете без пратње одлучи да остане у Србији, старатељу се отвара могућност да више допринесе квалитету живота детета, поштујући начело његовог најбољег интереса. Тада су улоге старатеља шире, остварује се однос поверења између старатеља и детета, а интензитет комуникације је учесталији и приснији. Старатељи имају више времена да помогну детету да се упозна са новом културом и укључи у образовни систем. У случају када дете изрази жељу да остане у Србији, старатељи дају подршку у поступку азила и повезују дете са заједницом како би могли да користе ресурсе који им стоје на располагању. И што је најважније, посао старатеља је да омогуће детету да партиципира у одлукама које их се тичу.
Старатељи су дужни да детету буду доступни у било које доба дана или ноћи и да се старају да све надлежне установе и организације раде у њиховом најбољем интересу. Иако старатељи нису биолошки родитељи детета, њихова одговорност је готово иста као и одговорност родитеља. За децу избеглице „старатељи су особе којима могу да се обрате за све недоумице и потребе које свакодневно имају”.
С друге стране, обавеза старатеља је да центру за социјални рад редовно подноси извештаје о свом раду „који садржи податке о положају у којем се дете налази, условима смештаја, здрављу, васпитавању и образовању, управљању и располагањем имовином (уколико дете има имовину), као и о свему другом што је од значаја за личност штићеника”.